# Église Saint-Martin de Roiffieux
 (mars 2018).
L'église Saint-Martin est érigée dans la commune de Roiffieux, département de l'Ardèche en région Auvergne-Rhône-Alpes. L'édifice est situé au centre du village.

## Historique
Les documents cités dans la bibliographie de l'article permettent d'établir la chronologie suivante : 
- VIIIe siècle : Rufiacum désigne un lieu appartenant à un certain Rufus.
- XIe siècle : Un certain Girbert occupe une ferme à Flachedo.
- XIIe siècle : Construction de l’église (?).
- 1827 : Désaffectation du cimetière entourant l’église.
- 1850 - 1855 : Première campagne de travaux :
  - reconstruction du chœur,
  - construction du clocher.
- 1873 - 1875 : Deuxième campagne de travaux : construction de contreforts pour renforcer la voûte de la nef.
- Avant 1891 : Troisième campagne de travaux : modification des chapelles latérales et de la sacristie.
- 1891 : Construction des voûtes des chapelles latérales.

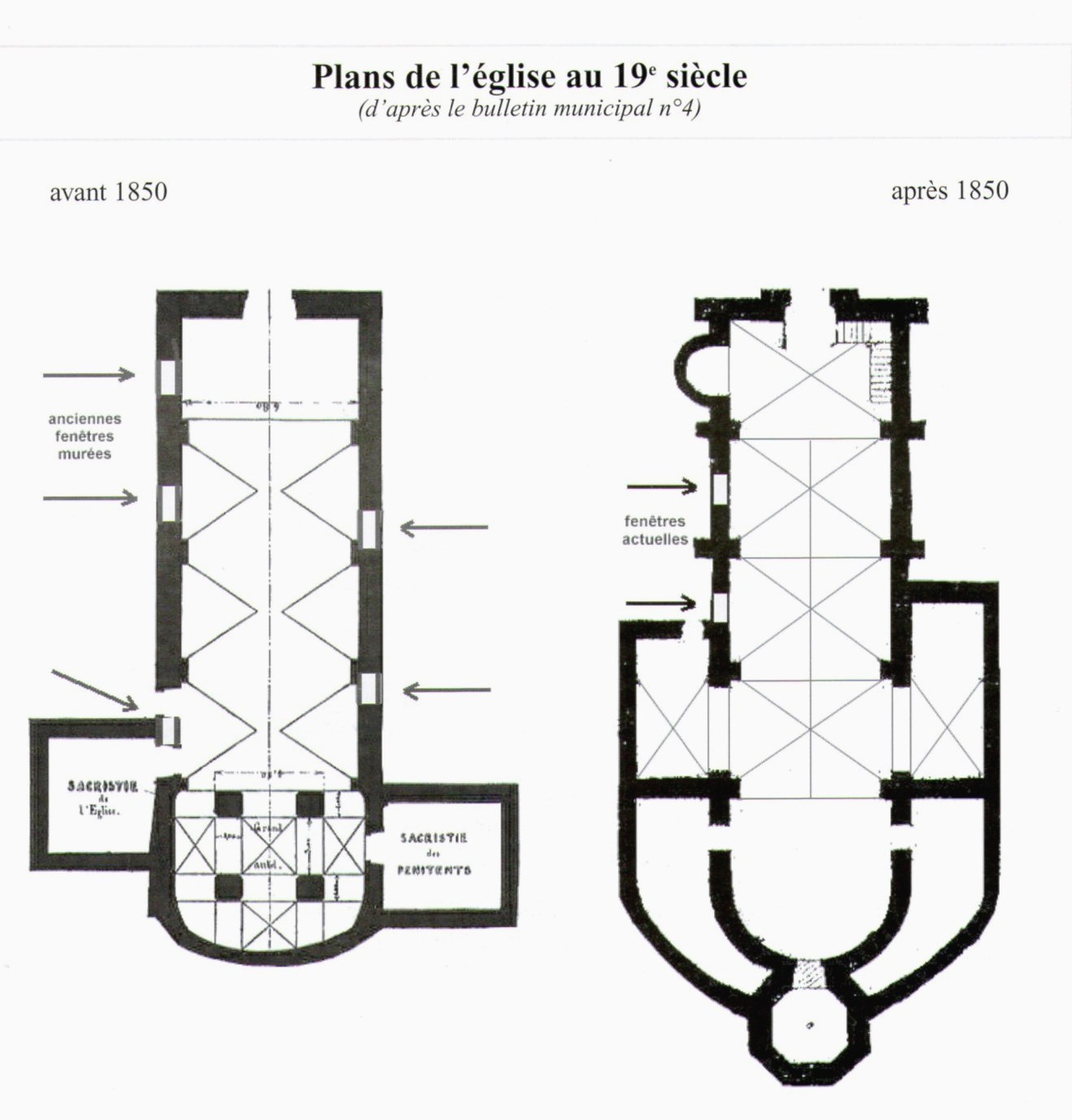
Les modifications apportées à l'église au XIXe siècle.

- Vers 1960 : Restauration des façades.
- 1970 - 1971 : Restauration complète de l’intérieur.
- 1974 : La paroisse Saint-Martin rejoint celles d’Annonay : nomination d’un curé « In Solidum » membre de l’Equipe d’Animation Pastorale d’Annonay.
- 1991 - 1993 : Découverte, restauration et remise en place de six statues.
- 2003 : Création de la paroisse « Sainte-Claire » d’Annonay, de Roiffieux et de La Vocance par fusion des paroisses catholiques existantes (1er janvier) [1]
- Années 2000 :	Campagne de travaux d’entretien.
- 2012 : Ouverture de l'édifice dans le cadre de la « Nuit des églises »  en lien avec la Conférence des évêques de France.
- 2014 -2015 : Réaménagement des chapelles latérales.
- 2016 : Temps de « vivre ensemble » à l’occasion des 1700 ans de la naissance de saint Martin, patron de l’église et mise en place d’une statue (6 novembre).
- 2021 : Création de la paroisse « Bienheureux Gabriel Longueville » du Bassin d'Annonay par fusion des paroisses « Sainte-Claire » d’Annonay, de Roiffieux et de La Vocance et « Saint-Christophe lès Annonay » (1er mai) [2].

## Description générale

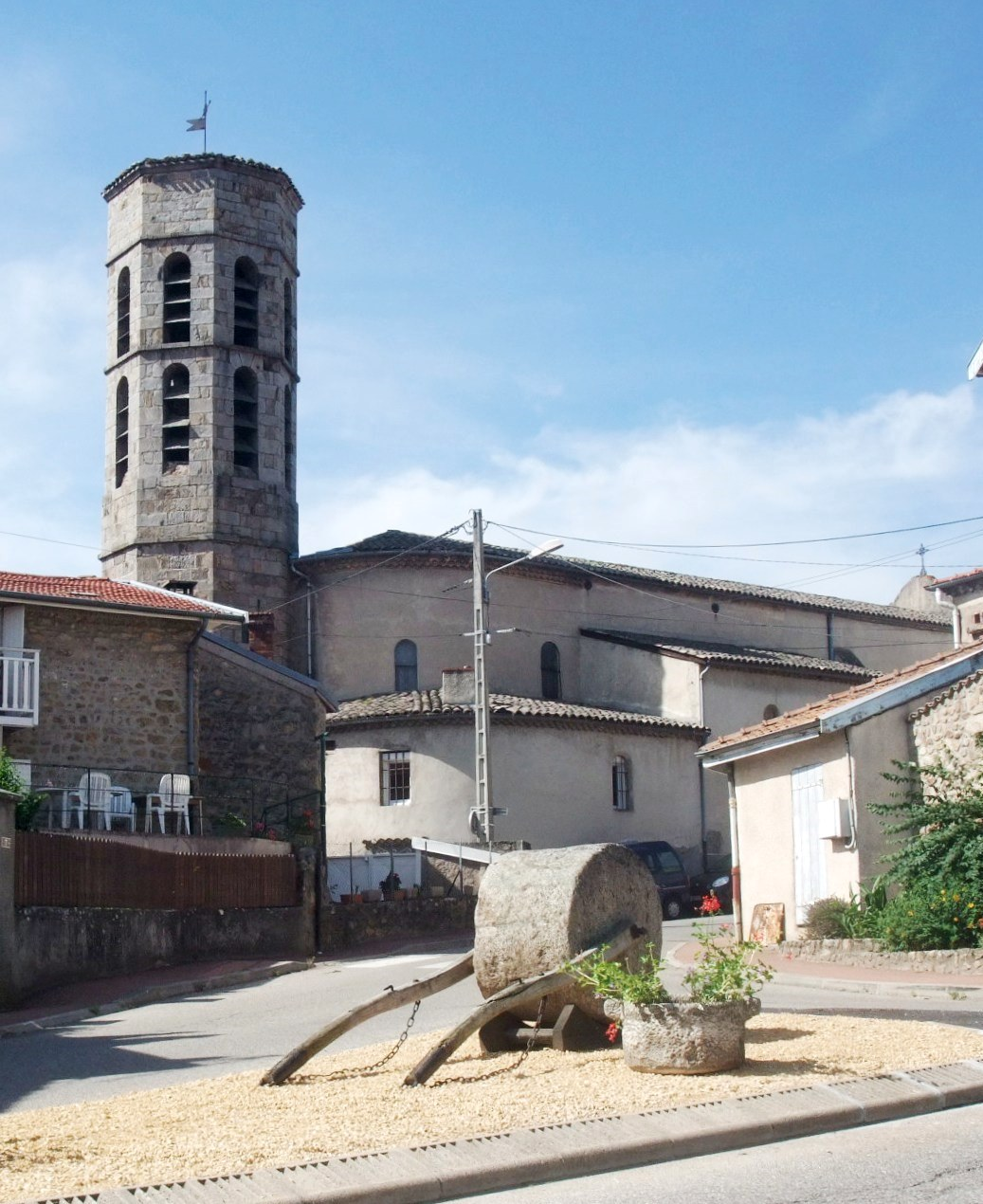
Un clocher octogonal et sans flèche construit en avant du chœur.

L’église Saint-Martin, de style d’inspiration romane, est le résultat d’une juxtaposition de différentes transformations au cours des siècles. L’édifice à une seule nef, suit le plan d’une croix latine. 
Originalité, son clocher n’est pas en façade mais accolé au chœur en suivant l’axe de la nef. Autre originalité du clocher : sa forme octogonale. Elle trouverait son inspiration en partie dans celle du clocher annonéen de Trachin. Doté d’ouvertures romanes, il est inachevé, ce qui lui confère cet aspect de tour. À l’origine une flèche devait être construite. Une légende dit que l’entrepreneur désespérant être payé et sans doute connaissant d’autres problèmes finit par mettre fin à ses jours. Un projet du troisième quart du XIXe siècle prévoyait son achèvement par un bulbe à l’exemple du clocher annonéen de Notre-Dame. Il n’en fut rien et le clocher conserva sa toiture provisoire en tuiles romanes.

## Visite de l'édifice

### Le sanctuaire

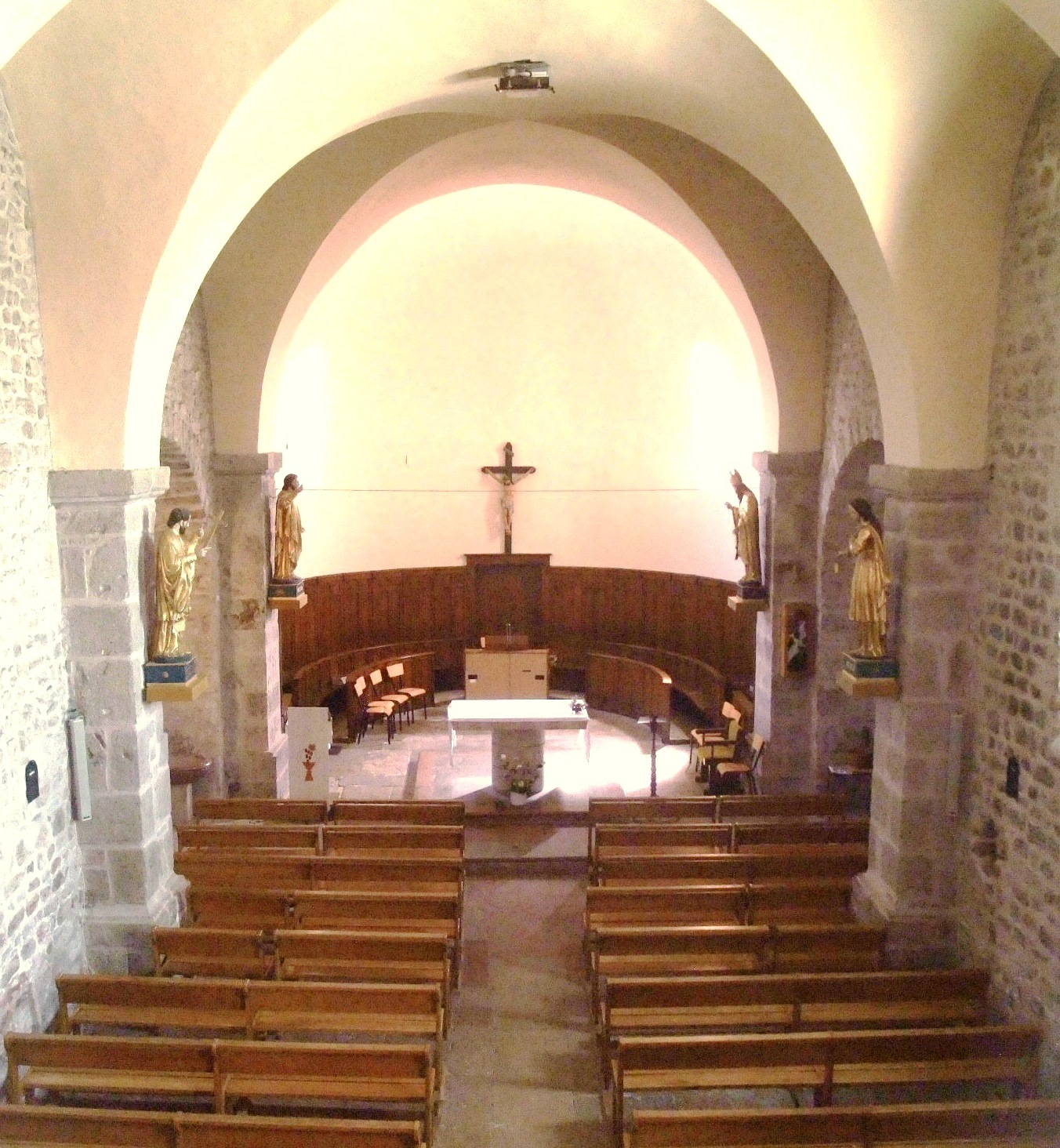
Un style néoroman.

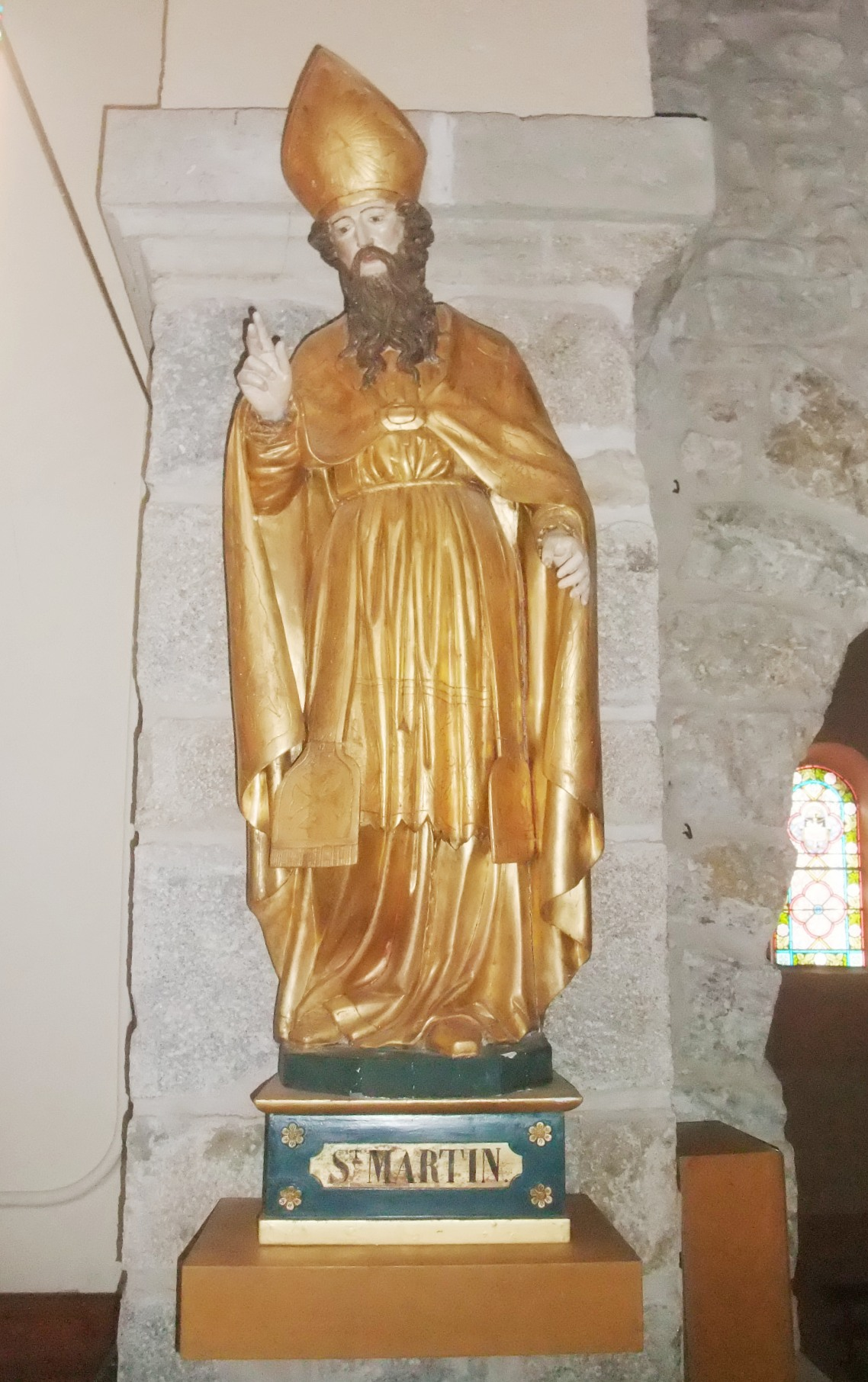
Saint Martin

Plusieurs éléments aux fonctions liturgiques précises : 
- le siège de présidence, ici un fauteuil,
- la Croix du Christ placée au fond de l’abside,
- l’ambon : un lutrin décoré d’un voile dont la couleur est choisie en fonction du temps liturgique. Il peut donc être vert, blanc, rouge ou violet,
- l’autel consacré le 25 avril 1971 par Mgr Jean Hermil, évêque de Viviers. Il est composé d’une table de pierre reposant sur une colonne façonnée dans le même matériau.
- le tabernacle situé dans la chapelle du Sacré-Cœur.

### Vitraux
Fenêtres décorées par des verrières aux motifs géométriques et d'autres évoquant le Christ ou la Vierge :
- Le Cœur immaculé de Marie.
- Le Sauveur des Hommes.

Une dernière représente les armoiries de l'Ordre des Prêcheurs ou des dominicains telles qu'elles étaient au XIXe siècle.

### Sculptures

#### Statues

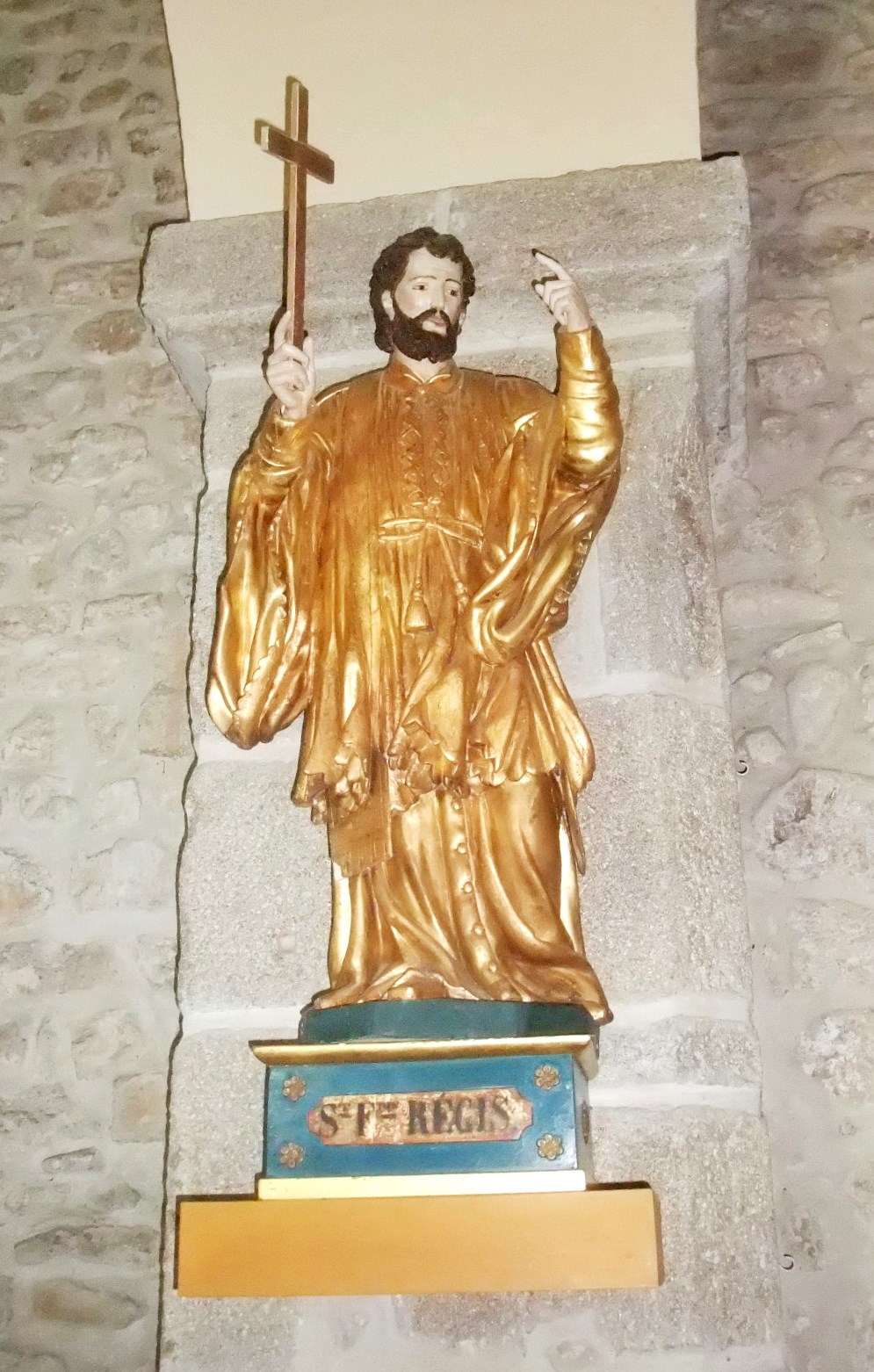
Saint François-Régis

Des statues polychromes datant de la fin du XVIIe ou du début du XVIIIe siècle, ont repris leur place dans l’église après restauration en 1993 : 
- Saint-Martin, patron de l’église,
- Saint Joseph,
- Sainte-Philomène,
- Saint Jean-François Régis.

A elles s’ajoutent, datant de la fin du XVIIIe ou du début du XIXe siècle  :
- Le Sacré-Cœur,
- L’Immaculée-Conception.

A l'extérieur de l'église, une autre statue de Saint-Martin. Elle date du XIXe siècle  mais a trouvé sa place le 6 novembre 2016.

#### Bas-reliefs
- Bas-relief de l’autel de la chapelle du Saint-Cœur : L’Alpha et l’Omega, le début et la fin, entourés de deux colombes.
- Bas-relief de l’autel de la Sainte Vierge : Le feu de l’Esprit et l’eau du baptême entourant le Sacré-Cœur de Jésus.

#### Autres éléments sculptés
- La porte du tabernacle évoquant le Sacré-Cœur.
- Plaque apposée près de l’entrée principale rappelant la rénovation de 1971.
- Le monument aux morts commémorant le sacrifice de quarante-quatre Réfocaliens entre 1914 et 1918.

#### Chemin de croix
Le chemin de croix, série de quatorze stations, rappelle différents épisodes du premier vendredi saint : la Passion du Christ. Ici, en métal sculpté, il a pris sa place en 1971.

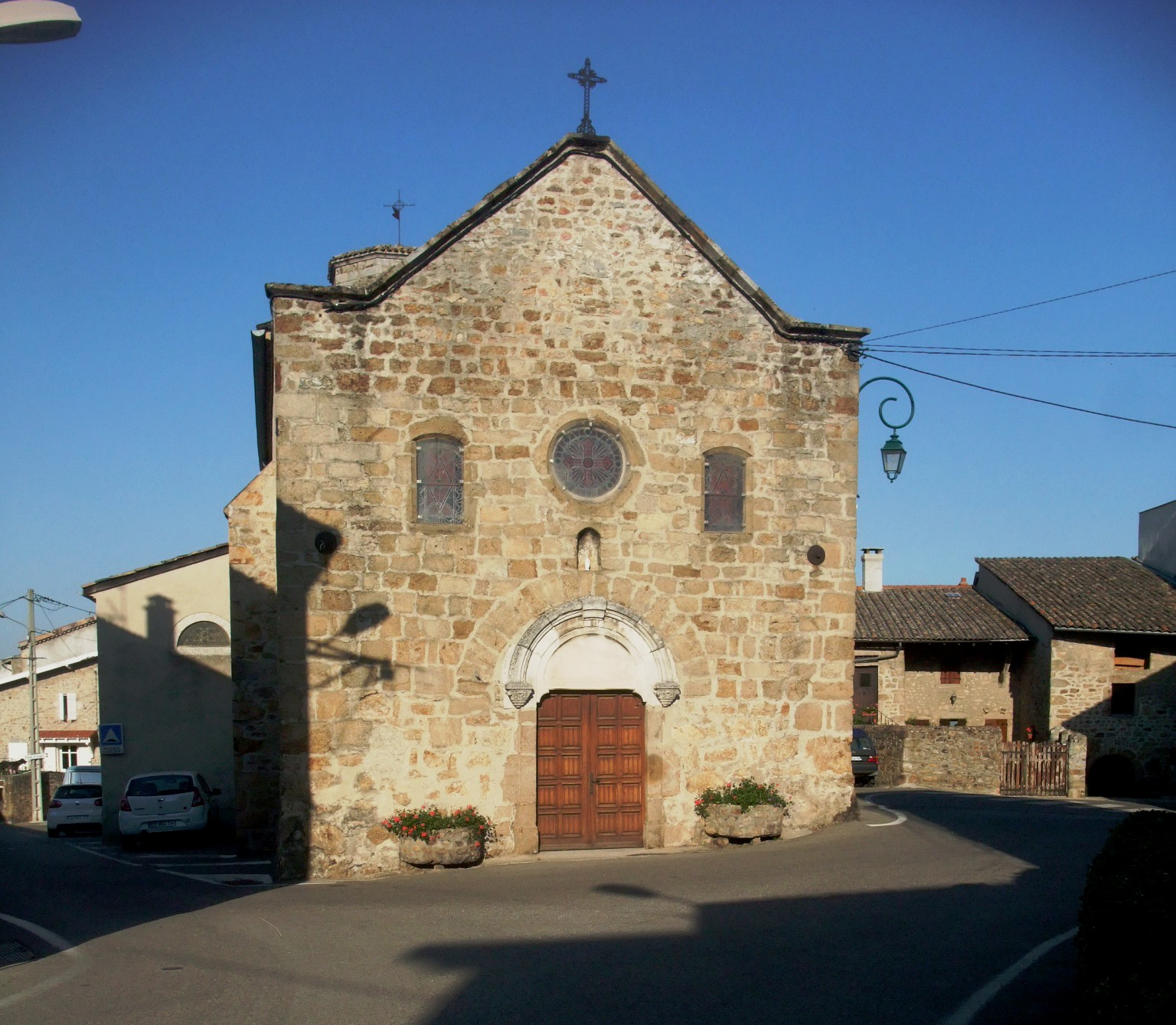
Une façade plusieurs fois restaurée.

### Cloches
A Roiffieux, le clocher abrite trois cloches que l’on entend sonner aussi bien pour les célébrations religieuses que pour rythmer le temps qui s’écoule.
La première cloche a été bénite en août 1739. En 1793, elle fut cachée à Tournon-sur-Rhône. Retrouvée enterrée, elle a été replacée dans le clocher en 1877.
La deuxième, Caroline Eulalie, a été placée en 1843. Son parrain fut Charles Flodon et sa marraine Eulalie Gamon.
La troisième a été bénite en 1852, peut-être pour être placée dans le nouveau clocher. Son parrain fut Eugène-Claude-Bertrand De Missolz et sa marraine Alexandrine Amélie Desgrand née de Flavière.

## Chronologie des curés

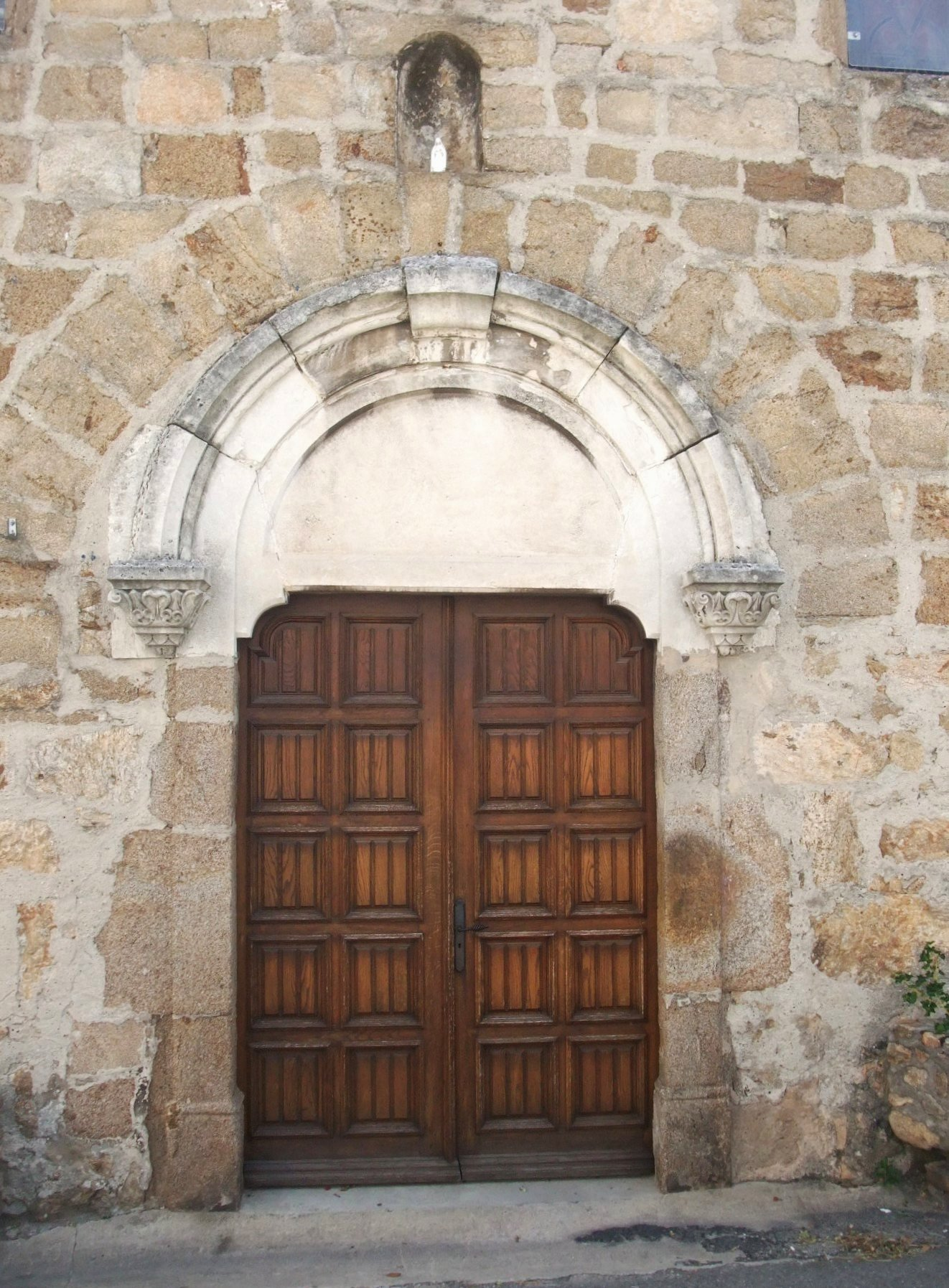
Une entrée abritée par arc roman rapporté.

### ? – 1974
Un curé parfois secondé par un vicaire a la charge de la paroisse.

### 1974 – 2003
Une équipe presbytérale dont les membres sont « curés in solidum » (responsables solidairement) à la charge de l’ensemble des paroisses catholiques d’Annonay, de Roiffieux et de Vidalon.

### 2003 – 2021
Avec la création de la paroisse Sainte-Claire dont le territoire comprend Annonay, Roiffieux et la vallée de La Vocance, une Equipe d’Animation Pastorale (E.A.P.) composée de laïcs en mission et de prêtres nommés « curés in solidum » à la charge de la paroisse nouvelle.

### Depuis 2021
Avec la création de la paroisse « Bienheureux Gabriel Longueville » dont le territoire correspond au bassin de vie d'Annonay, une Équipe d’Animation Pastorale (E.A.P.) présidée par un prêtre nommé « curé » à la charge de la paroisse nouvelle.